# Chanbria tehachapianus
Chanbria tehachapianus är en spindeldjursart som beskrevs av Muma 1951. Chanbria tehachapianus ingår i släktet Chanbria och familjen Eremobatidae. Inga underarter finns listade i Catalogue of Life.